# Atraphaxis manshurica
Atraphaxis manshurica là một loài thực vật có hoa trong họ Rau răm. Loài này được Kitag. mô tả khoa học đầu tiên năm 1936.